# Het ei van Midas
Het ei van Midas is een Nederlands televisieprogramma dat wordt uitgezonden door Omroep MAX bij de Publieke Omroep. Het programma wordt gemaakt en gepresenteerd  door bioloog en schrijver Midas Dekkers. Er werden tien afleveringen gemaakt die in december 2016 twee weken lang elke werkdag werden uitgezonden van 19.55 tot 20.20 uur op NPO 2. In tegenstelling tot vergelijkbare programma's zoals Midas en Gefundenes Fressen die werden uitgezonden door de VARA wordt dit programma uitgezonden door MAX. 
In het programma vergelijkt Midas op zijn eigen typische humoristische maar ook droge wijze de mens met de natuur en laat zien dat de mens niet de eerste is die bijvoorbeeld een piramide bouwde, het wiel uitvond of klittenband bedacht en toont aan de hand van gesprekken met deskundige aan dat de mens veel heeft afgekeken en overgenomen uit de natuur en dus niet zelf "het ei" heeft uitgevonden wat de titel van het programma verklaart. Ook gaat hij in op gedrag en eigenschappen van dier en plant en laat hij allerlei vergelijkingen zien tussen de mens en de natuur waarbij sommige zaken juist weer niet uit de natuur kunnen worden overgenomen maar dat de natuur de mens op velen fronten voor is. 
Het programma heeft ook een boodschap en die is dat de mens verstandiger met de natuur moet omgaan. In het programma is Midas zowel te zien in zijn eigen huiskamer, in zijn tuin en voor zijn huis maar ook gaat hij naar buiten en gaat langs bij deskundigen en worden er filmfragmenten van de natuur uitgezonden. 
Het is nog niet bekend of het programma een vervolg krijgt.

## Uitzendingen
| Datum            | Titel       |
| ---------------- | ----------- |
| 12 december 2016 | Inspiratie  |
| 13 december 2016 | Bewegen     |
| 14 december 2016 | Zintuigen   |
| 15 december 2016 | Bescherming |
| 16 december 2016 | Samenwerken |
| 19 december 2016 | Energie     |
| 20 december 2016 | Groei       |
| 21 december 2016 | 100         |
| 22 december 2016 | Vormgeving  |
| 23 december 2016 | Toekomst    |